# Marcel Martel
Marcel Martel, né à Drummondville, Québec, le 1er février 1925, mort à Drummondville, Québec, le 13 avril 1999 , est un auteur-compositeur-interprète de chanson country western d'origine québécoise des années 1940 à 1980.

## Biographie
Marcel Martel, issu d'un milieu modeste, amorce à l'âge de 12 ans sa carrière musicale en jouant du violon avec son père. Il est considéré comme l'un des pionniers de la musique country au Québec.
Il a été l'époux de Noëlla Therrien (1926-2015) et a eu deux enfants, dont la chanteuse Renée Martel.
Parmi ses succès musicaux, on retrouve Un coin du ciel, Bonsoir mon amour, Valser dans tes bras et Mon cœur est comme un train qui vagabonde.
En 1945, on lui accorde 30 minutes par semaine à la station CHEF de Granby.
Dans les années 1950, il a animé, en compagnie de sa fille, une émission country sur les ondes de CHLT Sherbrooke.
En 1952, il entame une série de tournées en Nouvelle-Angleterre.
De santé fragile, il subit des opérations majeures au début et à la fin des années 1960. Il habitera Los Angeles, en Californie, pendant plus d'un an pour se refaire une santé.

## Discographie
- Joyeux Noël et bonne et heureuse année, 1967, London SDS 5032
- DISQUE D ' OR de Marcel MARTEL avec WABASH CANNON BALL, London SDS 5088
- Marcel Martel, 1971, London SDS 5091
- Marcel Martel, 1974, London SDS 5166